# 山本尚志
山本 尚志（やまもと たかし、1934年 - ）は、日本の工学者。専門は生産工学。東京大学生産技術研究所助教授、東洋大学教授、関東学院大学教授、相模工業大学教授などを経て、湘南工科大学名誉教授。

## 略歴・人物
1934年（昭和9年）、長野県松本市生まれ。長野県松本県ヶ丘高等学校、東京大学工学部を経て、1958年（昭和33年）東京大学大学院修了。1961年（昭和36年）より東京大学生産技術研究所助手、助教授を経て、東洋大学理工学部教授、関東学院大学工学部教授、相模工業大学（現在の湘南工科大学）教授を務めた。2000年（平成12年）定年退官。湘南工科大学名誉教授。

## 湘南工科大学事件
山本が教授としての在任期間中の大半を占める1986年（昭和61年）から2007年（平成19年）まで、湘南工科大学では大学理事会（糸山英太郎理事長）と湘南工科大学教職員組合との間で「湘南工科大学事件」と呼ばれる法廷闘争が続いた。
発端は、1986年（昭和61年）教授会が当時組合員だった７名を含む11名の教授昇任候補者の推薦を決定し、理事会が順次昇任を発令したが、組合を脱退しない3名は発令されず昇任しないままとなる。教職員組合側は、「組合員差別の不当労働行為であると」、神奈川県地方労働委員会に訴えたことに始まる。これに理事会側は見解を発表し、教授会は3名の推薦取り下げを決定した。1991年（平成3年）、組合側は「地労委申し立てを理由とする不利益取り扱いである」と改めて神奈川地労委に救済申し立てを行う。1995年（平成7年）、神奈川地労委は組合側の主張を認め「全面救済」を命令した。理事会はこれを不服として、中央労働委員会に再審査を申し立てる。2000年（平成12年）中労委は、地労委命令を踏襲し「全面救済」の命令を下した。これに対し大学理事会は中労委を相手取り救済命令の取消を求めて東京地裁に提訴。2002年（平成14年）東京地裁は、理事会の提訴を棄却し中労委が申し立てた緊急命令を決定した（山本はこの時、大学側として東京地裁で陳述を行っている）。これに対し大学理事会側は東京高裁に控訴し、東京地裁で証言した組合員2名を懲戒解雇する。組合員2名は、同年、横浜地裁に仮処分を申し立て、2003年（平成15年）仮処分が認められる。その後法廷闘争は、2006年（平成18年）東京高裁が「本件懲戒解雇は被控訴人を学外に放逐するためのものと評されてもやむを得ないものである」と組合全面勝利の判決を下したのを受け、
2007年（平成19年）大学理事会側が譴責処分を撤回することで、事件はようやく和解で解決した。

## 著作論文
- 『計測器および計測結果の考察 4. : 白金温度計』野村民也、山本尚志著　1957
- 『研究速報 : 可変型定電圧装置』山本尚志著　1959
- 『研究速報 : 磁気テープ録音式多重情報蓄積装置』藤高周平、野村民也、田代文之助、山本尚志著　1958
- 『磁気テープ多重情報蓄積装置』藤高周平、野村民也、山本尚志著　1960
- 『白金温度計による頭部温度上昇の測定』野村民也、山本尚志著　1957
- 『白金温度計による尾翼温度上昇の測定』野村民也、山本尚志著、合田周平　1958